# Liste des épisodes de Gundam Wing
Voici la liste des épisodes de la série télévisée Gundam Wing.
| No | Titre français           | Titre japonais             | Titre japonais                  | Date de 1re diffusion |
| No | Titre français           | Kanji                      | Rōmaji                          | Date de 1re diffusion |
| -- | ------------------------ | -------------------------- | ------------------------------- | --------------------- |
| 01 | Étoiles filantes         | 少女が見た流星             | Shōjo ga mita Ryūsei            | 7 avril 1995          |
| 02 | Face cachée              | 死神と呼ばれるG(ガンダム)  | Shinigami to Yobareru Gandamu   | 14 avril 1995         |
| 03 | Prisonnier de l'alliance | ガンダム5機確認            | Gandamu go ki kakunin           | 21 avril 1995         |
| 04 | L'Ennemi invisible       | 悪夢のビクトリア           | Akumu no Bikutoria              | 28 avril 1995         |
| 05 | Les Larmes de la vérité  | リリーナの秘密             | Rirīna no Himitsu               | 5 mai 1995            |
| 06 | Des liens trop forts     | パーティー・ナイ           | Pātī naito                      | 12 mai 1995           |
| 07 | Manipulation             | 流血へのシナリオ           | Ryūketsu e no shinario          | 19 mai 1995           |
| 08 | Pris pour cible          | トレーズ暗殺               | Torēzu Ansatsu                  | 26 mai 1995           |
| 09 | Les Héritiers            | 亡国の肖像                 | Bōkoku no Shōzō                 | 2 juin 1995           |
| 10 | Reddition                | ヒイロ閃光に散る           | Hiiro senkō ni chiru            | 9 juin 1995           |
| 11 | La Quête du bonheur      | 幸福の行方                 | Kōfuku no Yukue                 | 16 juin 1995          |
| 12 | La Force du cœur         | 迷える戦士達               | Mayoeru senshi-tachi            | 23 juin 1995          |
| 13 | Ligne de conduite        | キャスリンの涙             | Kyasurin no Namida              | 30 juin 1995          |
| 14 | Mise en scène            | 01爆破指令                 | Zero wan Bakuha Shirei          | 7 juillet 1995        |
| 15 | Confiance                | 決戦の場所南極へ           | Kessen no Basho Nankyoku e      | 14 juillet 1995       |
| 16 | Le Duel                  | 悲しき決戦                 | Kanashiki Kessen                | 21 juillet 1995       |
| 17 | Trahi par les siens      | 裏切りの遠き故郷           | Uragiri no Tōki Kokyō           | 28 juillet 1995       |
| 18 | Intime Conviction        | トールギス破壊             | Tōrugisu Hakai                  | 4 août 1995           |
| 19 | La Capture               | バルジ強襲                 | Baruji Kyōshū                   | 11 août 1995          |
| 20 | Nouvelles Armures        | 潜入、月面基地             | Sen'nyū, Getsumenkichi          | 18 août 1995          |
| 21 | La Fin d'un règne        | 悲しみのカトル             | Kanashimi no Katoru             | 25 août 1995          |
| 22 | Les Armes de la paix     | 独立を巡る戦い             | Dokuritsu o Meguru Tatakai      | 1 septembre 1995      |
| 23 | Pilotes d'élite          | 死神に戻るデュオ           | Shinigami ni Modoru Dyuo        | 8 septembre 1995      |
| 24 | Quatre contre un         | ゼロと呼ばれたG(ガンダム)  | Zero to Yobareta Gandamu        | 22 septembre 1995     |
| 25 | Face à son destin        | カトルVSヒイロ             | Katoru tai Hiiro                | 29 septembre 1995     |
| 26 | Lueur éternelle          | 燃えつきない流星           | Moetsukinai Ryūsei              | 6 octobre 1995        |
| 27 | Le Chaos                 | 勝利と敗北の軌跡           | Shouri to Haiboku no Kiseki     | 13 octobre 1995       |
| 28 | Esprit libre             | すれ違う運命               | Surechigau Unmei                | 20 octobre 1995       |
| 29 | La Fuite                 | 戦場のヒロイン             | Senjou no Hiroin                | 27 octobre 1995       |
| 30 | Le Royaume de la paix    | リリーナとの再会           | Ririna to no Saikai             | 3 novembre 1995       |
| 31 | Les Anges gardiens       | ガラスの王国               | Garasu no Oukoku                | 10 novembre 1995      |
| 32 | Hallucinations           | 死神とゼロの対決           | Shinigami to Zero no Taiketsu   | 17 novembre 1995      |
| 33 | Le Piège                 | 孤独な戦場                 | Kodoku na Senjou                | 24 novembre 1995      |
| 34 | Epyon                    | その名はエピオン           | Sono Mei ha Epion               | 1 décembre 1995       |
| 35 | Système zéro             | ウーフェイ再び             | Ufei futatabi                   | 8 décembre 1995       |
| 36 | Rêve brisé               | 王国(サンクキングダム)崩壊 | Oukoku (Sanku Kingudamu) Houkai | 15 décembre 1995      |
| 37 | Reine à contrecœur       | ゼロVSエピオン             | Zero VS Epion                   | 22 décembre 1995      |
| 38 | Les Citoyens du monde    | 女王(クイーン)リリーナ誕生 | Joou (Kuin) Ririna Tanjou       | 12 janvier 1996       |
| 39 | Le Lotus blanc           | トロワ戦場へ帰る           | Torowa Senjou he Kaeru          | 19 janvier 1996       |
| 40 | La Guerre des Peacecraft | 新たなる指導者             | Arata naru Shidousha            | 26 janvier 1996       |
| 41 | Contre-attaque           | バルジ攻防戦               | Baruji Koubousen                | 2 février 1996        |
| 42 | Le Libra                 | リーブラ発進               | Ribura Hasshin                  | 9 février 1996        |
| 43 | Le Défi                  | 地上を撃つ巨光 (オーロラ)  | Chijou o Utsu Kyokou (Orora)    | 16 février 1996       |
| 44 | Unis pour vaincre        | 出撃Gチーム                | Shutsugeki G Chimu              | 23 février 1996       |
| 45 | Alliée de charme         | 決戦の予感                 | Kessen no Yokan                 | 1 mars 1996           |
| 46 | Le Choix                 | ミリアルドの決断           | Miriarudo no Ketsudan           | 8 mars 1996           |
| 47 | Collision spatiale       | 激突する宇宙               | Gekitotsu suru Uchuu            | 15 mars 1996          |
| 48 | Le Dernier Espoir        | 混迷への出撃               | Konmei heno Shutsugeki          | 22 mars 1996          |
| 49 | Dernier Acte             | 最後の勝利者               | Saigo no Shourisha              | 29 mars 1996          |

## Source
- (en) Liste des épisodes sur ANN